# Доннхад мак Бріайн
Доннхад мак Бріайн — (ірл. — Donnchad mac Briain) — верховний король Ірландії. Час правління: 1022—1063. Син верховного короля Ірландії та короля Мюнстера на ймення Бріан Боройме (Бріан Бору) (ірл. — Brian Bóruma) та королеви Гормфлайх інген Мурхада (ірл. — Gormflaith ingen Murchada).

## Історичний фон
Батько Доннхада мак Бріайна — Бріан Боройме (Бріан Бору) був першим верховним королем Ірландії який утвердив свою владу по всій території Ірландії практично об'єднавши країну і вигнавши остаточно з Ірландії вікінгів. Він був першим верховним королем Ірландії за багато століть, що був не з роду О'Нейлів (О'Нілів), і не з півночі Ірландії, а був перед тим королем Мюнстера. До того понад 600 років верховними королями Ірландії були виключно нащадки верховного короля Ніла (Ніалла) Дев'яти Заручників. Не було досі жодного верховного короля Ірландії з клану Дал г-Кайс (ірл. — Dál gCais) з земель Хомонд (ірл. — Thomond). З Мюнстера дуже рідко були королі на троні верховних королів — навіть в давні легендарні часи в достовірності яких історики сумніваються. Фейдлімід мак Крімхайн — король Мюнстеру був близький до того, щоб захопити трон верховних королів Ірландії, але не всі літописи з цим погоджуються і далеко не всі вожді кланів того часу визнавали за ним цей титул. Також король Мюнстера Кахал мак Фінгуйне (ірл. — Cathal mac Finguine) претендував на трон верховних королів Ірландії у 734—742 роках, але так і не домігся цього. Крімптан МакФідах (ірл. — Crimthann mac Fidaig) з Мюнстеру у 351—368 роках був верховним королем Ірландії до цього будучи королем Мюнстеру, але його прихід до влади був результатом політичного компромісу ворогуючих сторін — сам він не прагнув трону верховних королів, хоч був успішним правителем.
Батько Доннхада мак Бріайна — Бріан Боройме (Бріан Бору) вважається одним з найбільш видатних верховних королів Ірландії, що збудував велику кількість фортець, монастирів, замків, зумів об'єднати країну і остаточно розгромити вікінгів. Але він загинув під час вирішальної битви з вікінгами під Клонтарфом 23 квітня 1014 року — на Страсну П'ятницю.

## Життя

Основні королівства Ірландії та королівство Міде — особисті володіння верховного короля Ірландії в XI столітті.

Мурхад мак Бріайн — старший брат Доннхад мак Бріайн загинув під час битви під Клонтарфом разом зі своїм батьком. Інший його зведений брат — Домналл помер у 911 році. Літописи повідомляють ще про двох зведених братів Доннхада мак Бріайна — Конхобара та Фланна. Під час битви під Клонтарфом загинуло багато ірландської аристократії — королів регіональних королівств та вождів кланів. Списки королів Мюнстера включають Доннхад мак Бріайн як короля, що правив після Дунгала О'Доннхада (ірл. — Dúngal Ua Donnchada) як короля, що правив з замку Кашель — Гори Королів. Вважається, що поки Дунгал не помер у 1025 році, Доннхад мак Бріайн не мав ніякої влади в Мюнстері. Його зведений брат Тадк (ірл. — Tadc) був вбитий у 1023 році і тому претендувати на жоден трон не міг. «Літопис Тігернаха» повідомляє, що це зробив Доннхад — чи то особисто чи то це було зроблено на його замовлення. Також повідомляється, що Доннхад мак Бріайн втратив праву руку в результаті замаху на нього у 1019 році.

## Король і прочанин, смерть і легенда
Влада Доннхада мак Бріайна на відміну від його попередників була хиткою. Більш-менш спокійне правління було у 1022—1050 роках. У 50-тих роках він зазнав нападу з боку непокірних васалів — дрібних ірландських королівств. За цими нападами стояв Тойрделбах О'Бріайн (ірл. — Toirdelbach Ua Briain) — племінник Тадка.
Основними суперниками Доннхада мак Бріайна в боротьбі за трон верховних королів Ірландії були: Діармайт мак Майл на м-Бо (ірл. — Diarmait mac Maíl na mBó) — король Ленстеру з 1042 року та Аед ін Гай Бернайг (ірл. — Áed in Gaí Bernaig) — король Коннахту з 1046 року. Діармайт був серйозною загрозою для влади Доннхада мак Бріайна. Крім того він уклав спілку з королем Ольстера Ніаллом мак Еохада (ірл. — Niall mac Eochada), що посадив на трон королівства Дублін свого сина Мурхада (ірл. — Murchad) у 1052 році. При цьому він вигнав з трону родича Доннхада — Ехмаркаха мак Рагнайлла (ірл. — Echmarcach mac Ragnaill). Тойрделбах (ірл. — Toirdelbach) почав конфліктувати з Аедом ін Гай Бернайг у 1952 році — почалися набіги і розграбування землі Туадмуму (ірл. — Tuadmumu). Син Доннхада — Мурхад (ірл. — Murchad) був тяжко поранений в Корко Мруад (ірл. — Corco Mruad), що в нинішньому графстві Клер у 1055 році. У 1058 році Тойрделбах отримав несподівану підтримку від Діармайта — короля Ленстеру у війні королівств Ленстер, Острайге проти Доннхада в Лімеріку. При цьому Діармайт спалив Лімерік, щоб він не дістався ворогам, а потім розбив коаліцію ворогів на горі Сліав г-Крот (ірл. — Sliabh gCrot), що в горах Галті. Але Ірландія все більше і більше занурювалась у вир братовбивчої міжусобної війни.
Владу Доннхада було повалено у 1063 році і вирушив у паломництво до Риму. Помер там у 1064 році і був похований в базиліці Санто Стефано аль Монте Келіо (іт. — Santo Stefano al Monte Celio).

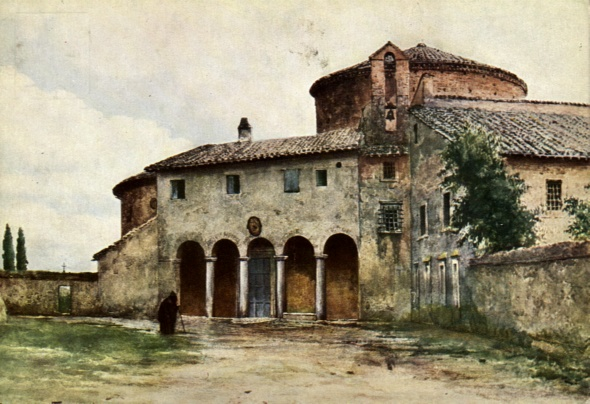
Базиліка Санто Стефано, де був похований Доннхад мак Бріайн. Малюнок Етторе Реслера Франца.

Існує легенда, яку переповідає Джеффрі Кітінг в своїй «Історії Ірландії» (ірл. — Foras Feasa ar Éirinn) (том 5, розділ 23) про те, що Доннхад мак Бріайн отримав корону верховного короля Ірландії з рук Папи Урбана II. Але це є явним анахронізмом і помилкою. Але багато політичних діячів та істориків вперто цю історію повторювали висуваючи її як антитезу до вчинку Папи Адріана IV, який папською булою коронував Генріха II — короля Англії як короля Ірландії. У той же час Джеффрі Кітінг скептично ставиться до низки інших легенд про перебування Доннхада мак Бріайна в Римі, зокрема щодо легенди про шлюб Доннхада мак Бріайна з дочкою імператора Священної Римської імперії та про двох синів від цього шлюбу. Про цю легенду Джеффрі Кітінг пише так: «Цього не може бути, бо коли Доннхад мак Бріайн відправився в паломництво до Риму, йому було вже понад 80 років, він був дуже старий і навряд чи дочка імператора захотіла б мати нареченим такого ветерана».